# Robot (Doctor Who)
Robot es el primer serial de la 12.ª temporada de la serie británica de ciencia ficción Doctor Who, emitido originalmente en cuatro episodios semanales del 28 de diciembre al 18 de enero de 1975. Fue el primer serial a tiempo completo de Tom Baker como el Cuarto Doctor, y también marcó el debut de Ian Marter como el nuevo acompañante Harry Sullivan.

## Argumento
Ante los ojos de Sarah Jane Smith y el Brigadier Lethbridge-Stewart, el Tercer Doctor desaparece y se regenera en el Cuarto Doctor, que inicialmente muestra síntomas de delirio por el proceso de regeneración, cayendo inconsciente. El Brigadier llama al oficial médico de la base, el teniente Harry Sullivan para que lleve al Doctor a la enfermería y cuide de él.
Mientras tanto, algo grande y mecánico entra en un centro de investigación del Ministerio de Defensa, matando a un guardia y abriéndose camino para robar unos documentos de una caja fuerza. En el laboratorio del Doctor, el Brigadier confiesa a Sarah que eran los planos de una pistola desintegradora. Sarah le pide al Brigadier que le consiga un pase de visitante al Instituto Nacional de Investigación Científica Avanzada, que sólo admite periodistas de cuando en cuando. El Doctor aprovecha cuando estos salen para colarse. Al encontrar la puerta de la TARDIS cerrada, recuerda que la puso en una de sus botas, pero Harry aparece y le intenta convencer de que vuelva a la enfermería. Cuando Sarah y el Brigadier vuelven al laboratorio, encuentran a Harry atado en un armario, y oyen el sonido de la TARDIS que se dispone a partir, pero le detendrá Sarah llamando a la puerta y haciendo que se asome el Doctor. Lograrán convencerle de que se quede hablándole de que el Brigadier necesita ayuda con el asunto de los planos.
Después de resolver la trama que incluía a un robot que está a punto de destruir Londres, el Doctor le ofrece a Sarah ir de viaje con él en la TARDIS. Ella accede cuando Harry aparece preguntándoles que a dónde van. El Doctor se lo dice y Harry considera la idea de una cabina de policía que viaja a todas partes absurda. Le invita a entrar y comprobarlo, y la TARDIS se desmaterializa casi inmediatamente con los tres dentro.

### Continuidad
El Doctor recién regenerado encuentra la llave de la TARDIS escondida en uno de sus zapatos; esto es algo que ya se vio en Spearhead from Space. El final de este serial conecta directamente con la apertura del siguiente, The Ark in Space. A partir de aquí, comienza una serie de aventuras consecutivas para la tripulación de la TARDIS que se extienden hasta Terror of the Zygons, aunque este mismo serial también puede considerarse una continuación directa del anterior, Planet of the Spiders.

## Producción
| Episodio          | Fecha de emisión        | Duración | Espectadores en millones | Estado en el archivo  |
| ----------------- | ----------------------- | -------- | ------------------------ | --------------------- |
| Episodio 1        | 28 de diciembre de 1974 | 24:11    | 10,8                     | Cinta original en PAL |
| Episodio 2        | 4 de enero de 1975      | 25:00    | 10,7                     | Cinta original en PAL |
| Episodio 3        | 11 de enero de 1975     | 24:29    | 10,1                     | Cinta original en PAL |
| Episodio 4        | 18 de enero de 1975     | 24:29    | 9                        | Cinta original en PAL |
| [ 1 ] [ 2 ] [ 3 ] |                         |          |                          |                       |

El guion original se escribió antes de que Tom Baker fuera elegido como el Cuarto Doctor, y entonces se estaba discutiendo volver a utilizar a un actor más viejo. Esto habría requerido un personaje más joven para las escenas de acción, y así se creó el personaje de Harry Sullivan. Este fue el serial de su debut, pero ya había sido mencionado en el episodio final de la historia anterior cuando el Brigadier le llamó por teléfono pidiendo ayuda médica para el Doctor.
Este fue el primer serial de Doctor Who con toda las escenas de exteriores grabadas íntegramente en cinta de vídeo, en contraste con la práctica habitual de la BBC de la época de grabar los interiores en vídeo y filmar los exteriores en película. Esto fue por la gran cantidad de efectos especiales que requería el robot en las escenas de exteriores, que eran más fáciles de hacer y más convincentes en video que en celuloide, algo que el equipo había aprendido con Invasion of the Dinosaurs. Se escogió para los exteriores el Departamento de Entrenamiento de Ingenieros de la BBC en Wood Norton, Worcestershire porque tenía un búnker bajo tierra, que el director Christopher Barry pensó que encajaría como la entrada al complejo subterráneo de la historia. Sin embargo, les negaron el permiso para rodar en esa área.

## Lanzamientos en VHS y DVD
Robot se publicó en VHS en 1992, y en DVD en 2007.